# Жусипбек Шайхисламулы
Жусипбек Шайхисламулы (Жусипбек-кожа; каз. Жүсіпбек Шайқысламұлы; 1857, поселение Кожатогай, близ г. Каратау, современная Жамбылская область Казахстана — 1937, аул Торткуль современного уезда Кульджа, СУАР, Китай) — казахский акын, жыршы, этнограф, переводчик.

## Биография
Учился у аульного муллы. Владел арабским, русским,персидским, чагатайским языками. Был знатоком произведений классиков восточной поэзии: Фирдоуси, Хафиза Ширази, Джами, Алишера Навои.
Собирал, систематизировал и готовил к публикации произведения казахского фольклора. Также был известен как исполнитель — жыршы. Переводил на казахский язык произведения средневековой восточной литературы. Писал собственные стихотворения и участвовал в айтысах в качестве акына.
Принимал участие в Среднеазиатском восстании 1916 года. Вскоре после подавления восстания перешёл через границу в Китай, где занимался просветительской работой в казахских аулах современного Синьцзян-Уйгурского автономного района.
Умер в 1937 году.

## Наследие
Жусипбек Шайхисламулы переложил на казахский язык такие памятники восточной литературы, как «Тути-наме» и «Тысяча и одна ночь», а также другие сказки и легенды, сохраняя стиль традиционной восточной поэзии.
Жусипбек-кожа собирал произведения казахского устного народного творчества, которые публиковал отдельными изданиями в Казани, Уфе, Ташкенте, Санкт-Петербурге. Именно им были впервые изданы некоторые памятники казахского фольклора. Среди публикаций — эпосы «Кыз-Жибек» (1894), «Айман — Шолпан» (1896), «Алпамыш» (1899), «Кенесары — Наурызбай» (1903), а также киссы и дастаны «Мунлык — Зарлык», «Шакир — Шакират», «Юсуф и Зулейха», «Девушка Дарига» и др.
Полностью авторские произведения Жусипбека-кожи, жыры и дастаны, хранятся в Национальной библиотеке Казахстана и в фонде рукописей Института литературы и искусства им. М. О. Ауэзова Национальной академии наук Казахстана. «Айтыс Жусипбек-кожи с девушкой Шокей» (каз. «Жүсіпбек қожа мен Шөкей қыздың айтысы») был издан отдельной книгой в Казани в 1910 году.